# 렛 미 인 (2008년 영화)
렛 미 인(스웨덴어: Låt den rätte komma in)는 2008년에 개봉된 스웨덴의 로맨틱 공포 영화로 토마스 알프레드손 감독이 연출을 맡았다. 이 영화는 욘 아이비데 린드크비스트가 쓴 동명의 소설에 기반을 둔 작품으로 1980년대 스톡홀름의 교외 지역인 블라케베리에서 12살짜리 소년과 또래의 흡혈귀간의 우정을 그린 작품이다.

## 줄거리
어느 눈내리던 추운 날, 외딴 마을에 이엘리라는 소녀와 노인이 이사오게 된다. 그 옆 집에는 이엘리와 비슷한 또래인 오스칼이 살고 있었는데, 그는 학교에서 집단괴롭힘을 당하는 소년이다. 오스칼은 하교 후 집 앞 놀이터에서 우연히 이엘리와 만나게 되고 둘은 기묘한 우정을 쌓아나간다. 그런 가운데 이들이 사는 마을에서는 얼마 전부터 끔찍한 살인사건이 연쇄적으로 일어나게 되고 시간이 지나면서 오스칼은 조금씩 이엘리의 정체에 대해서 알게 된다.

## 출연
- 코레 헤데브란트 - 오스카르
- 리나 레안데르손 - 엘리
  - 엘리프 세윌란 - 엘리 (목소리)
  - 수산네 루벤 - 나이든 엘리
- 페르 랑나르 - 호칸
- 헨리크 달 - 에리크
- 카린 베리크비스트 - 위본네
- 페테르 칼베리 - 라케
- 이카 노르드 - 비르기니아
- 미카엘 람 - 요케
- 칼 로베르트 린드그렌 - 예스타
- 안데르스 T. 페두 - 모르간
- 팔레 올로프손 - 라뤼
- 카예타노 루이스 - 마기스테르 아빌라
- 파트리크 뤼드마르크 - 콘뉘
- 요한 쇰네스 - 안드레아스
- 미카엘 에르하르손 - 마르틴
- 라스무스 루탄데르 - 임뮈
- 쇠렌 셸스티겐 - 에리크의 친구
- 베른트 외스트만 - 비르기니아의 간호사
- 카이사 린데르홀름 - 오스카르의 선생님

## 비평
평론가들은 이 작품을 2008년 최고의 영화 중 하나라고 극찬하였다. 로튼 토마토 사이트에서는 신선도 98%와 8.2점을 수여하였다. 네이버 영화란에서는 전문가 비평이 10점 만점에 8.75점을 기록하기도 하였다.
- 김종철 : 21세기 흡혈귀 영화의 마스터피스
- 김봉석 : 아웃사이더들의 외롭지만 다정한 탈주
- 김혜리 : 난 이상한 영화와 사랑에 빠졌다
- 박평식 : 아름답다, 메이드 인 스웨덴!
- 황진미 : “… 애기하나 잡아먹고 꽃처럼 붉은 울음을 밤새 울었다”
- 유지나 : 유혹적인 북구영화의 포에틱이 피어난다!
- 이동진 : 피와 눈물의 연금술
- 이용철 : 두 아이가 죽음과 벌이는 금지된 장난

## 수상
- 제 35회 새턴 어워즈 : 최우수 국제영화상
- 제 27회 브뤼셀 판타스틱 영화제 : 금까마귀상
- 제 12회 부천국제판타스틱영화제 : 감독상, 푸르지오 관객상
- 제 41회 시체스영화제 : 유럽 최우수작품상
- 제 21회 시카고 비평가 협회상 : 외국어영화상, 유망감독상